# Maassenia distincta
Maassenia distincta là một loài bướm đêm thuộc họ Sphingidae. Nó được tìm thấy ở Madagascar.
Nó giống với Maassania heydeni heydeni nhưng rìa cánh ngoài khác.